# Jan De Mulder
Jan De Mulder (ca. 1960) is een Belgisch voormalig badmintonner.

## Levensloop
De Mulder werd vijfmaal Belgisch kampioen in het enkelspel (1982, 1985, 1987, 1989 en 1991) en won hij in 1983 met Ingrid Rijcken het BK in het 'gemengd dubbel'. Daarnaast werd hij zesmaal Belgisch kampioen bij de 'heren dubbel', waarvan tweemaal met Eddy Van Herbruggen (1985 en 1986) en Filip Vigneron (1989 en 1990), alsook telkens eenmaal met Jos' Issasi (1987) en Dario Van Nauw (1988).
Ook won hij met Eddy Van Herbruggen in 1984 de 'heren dubbel' van de 'French Open'.